# Head Over Heels (canção de Tears for Fears)
"Head Over Heels" é uma canção da banda britânica Tears for Fears. Este foi o décimo single a ser lançado no Reino Unido (o quarto do álbum Songs from the Big Chair) e o oitavo a alcançar o UK Top 40 Hit, atingindo a 12ª posição em julho de 1985. Nos Estados Unidos, foi o terceiro single do álbum, dando continuidade aos hits de sucesso lançados até agora, atingindo a 3ª posição na parada da Billboard Hot 100. Uma versão limitada em formato de trevo de quatro folhas (fazendo referência aos versos finais da letra da canção) foi comercializada para a divulgação do lançamento no Reino Unido. A canção foi um grande sucesso internacional. alcançando o Top 40 em muitos países do mundo.

## Composição
"Head Over Heels" levou aproximadamente dois anos para ser desenvolvida, primeiramente como parte integrante de uma introdução musical entre uma canção e outra do álbum Songs from the Big Chair (assim com "Broken", que foi lançada anteriormente como lado B do single Pale Shelter, de 1983). Como as duas canções continham o mesmo o mesmo motif de piano/sintetizador, "Head Over Heels" chegou a ser tocada em paralelo com "Broken" em apresentações ao vivo. Esse arranjo deu origem à canção final do LP de Songs from the Big Chair, com uma gravação de estúdio de "Broken" seguida por "Head Over Heels", e uma gravação ao vivo de "Broken" (gravada no show que deu origem ao VHS "In My Mind's Eye").
A canção conta com Roland Orzabal nos vocais principais e Curt Smith cantando algumas frases ao fundo durante o segundo verso da canção.

### Significado
"É basicamente uma canção romântica sobre amor e uma das faixas mais simples que o Tears for Fears já gravou.
  É uma canção sobre um romance que se torna um pouco perverso no final."— Roland Orzabal

## Versões
"Head Over Heels" possui apenas três remixes oficiais desde o seu lançamento.
A versão do single de 12'' foi intitulada “Preacher Mix” e é um remix estendido do medley de “Broken/Head Over Heels/Broken”. O remix foi produzido por Chris Hughes e conta com um falar incomum em que Roland Orzabal recita a letra da canção “I Believe” como um pregador. Este remix contém a única versão de estúdio lançada da canção reprise de “Broken” (a versão presente em Songs from the Big Chair é uma gravação ao vivo). Os vocais cantados na versão do álbum de “Broken” são completamente ausentes, assim como também as guitarras principais.
O remix de 7’’ foi feito por David Bascombe e notavelmente termina com uma pausa após o verso “time flies”, ao contrário do que acontece na reprise de “Broken”, encontrada no álbum.
Há também uma versão única para rádios que foi lançada como um single duplo de lados A, contando com o remix comum do single no outro lado. Esta versão foi lançada nas rádios apenas com o intuito de promover a canção e está catalogada com o código IDEDJ 10. O remix para as rádios é visivelmente diferente da versão comum do single que omite os efeitos da bateria após o segundo refrão e os vocais do verso “time flies”. Enquanto o single comum dá créditos ao remix à Dave Bascombe, a versão para o rádio simplesmente credita Chris Hughes como produtor. Esta versão do single não inclui “When In Love With a Blind Man”.

## Lado B
"When in Love with a Blind Man" é uma canção curta que serviu como lado B para o single de "Head Over Heels". Conta com o baixista Curt Smith nos vocais e uma flauta shakuhachi sintetizada, um motif muito utilizado na música pop dos anos 80.

“Esta canção antecede uma faixa chamada “The Working Hour”, do álbum Songs from the Big Chair. O motif é idêntico; é algo que Ian (Stanley) arranjou e eu coloquei letra e melodia mais tarde. Foi gravada no The Wool Hall e é o lado B de Head Over Heels”— Roland Orzabal

## Videoclipe
O videoclipe de “Head Over Heels”, filmado em junho de 1985, foi o quarto clipe da banda dirigido pelo produtor Nigel Dick. Um clipe alegre em comparação aos outros já lançados pela banda, tem Roland Orzabal como protagonista, que está tentando chamar a atenção de uma bibliotecária enquanto uma variedade de personagens (muitos realizados pelo resto da banda) incluindo um chimpanzé, fazem manobras pela biblioteca. A cena final mostra Orzabal e a bibliotecária juntos, como um casal de idosos. O videoclipe foi filmado na biblioteca do Emmanuel College, em Toronto, Ontario.

## Desempenho nas paradas

### Paradas semanais
| Parada (1985-86)                            | Posição alcançada |
| ------------------------------------------- | ----------------- |
| Austrália (ARIA Charts)                     | 21                |
| Bélgica (Ultratop 50 Flanders)              | 18                |
| Canadá (CHUM)                               | 8                 |
| Canadá Top Singles (RPM)                    | 8                 |
| França (IFOP)                               | 53                |
| Alemanha (Official German Charts)           | 55                |
| Irlanda (IRMA)                              | 5                 |
| Países Baixos (Single Top 100)              | 29                |
| Nova Zelândia (Recorded Music NZ)           | 12                |
| Reino Unido (Official Charts Company)       | 12                |
| Estados Unidos Billboard Adult Contemporary | 5                 |
| Estados Unidos Billboard Hot 100            | 3                 |
| Estados Unidos Billboard Hot Dance Music    | 49                |
| Estados Unidos Billboard Top Rock Tracks    | 7                 |
| Estados Unidos Cash Box                     | 3                 |

## Lista de músicas

#### 7": Mercury / IDEA10 (Reino Unido)
1. "Head Over Heels" (Remix) – 4:14
2. "When in Love with a Blind Man" – 2:22

- Também relançado como um single 10'' (IDEA1010) e como um disco com luva em forma de trevo de quatro folhas (IDPIC10).

#### 12": Mercury / IDEA1012 (Reino Unido)
1. "Broken/Head over Heels/Broken" (Preacher Mix) – 7:53
2. "Head Over Heels" (Remix) – 4:14
3. "When in Love with a Blind Man" – 2:22

#### CDV: Mercury / 080 062-2 (Reino Unido)
1. "Head Over Heels" (Remix) – 4:14
2. "Sea Song" – 3:52
3. "The Working Hour" – 6:27
4. "Mothers Talk" (U.S. remix) – 4:14
5. "Head Over Heels" (video)

## Cultura popular
“Head Over Heels” foi incluído na trilha sonora do filme Donnie Darko, lançado em 2001. De acordo com o diretor Richard Kelly nos comentários do DVD, a cena em que a canção foi utilizada foi escrita e coreografada especialmente de acordo com o ritmo ditado pela canção.
Na sitcom americana Todo Mundo Odeia o Chris (2005-2008), a canção também é utilizada no final do 8º episódio da 4ª temporada, onde o protagonista Chris é surpreendido pela aluna conhecida como "Garibalda", após este rejeita-la publicamente por conta de sua aparência física.

## Covers
“Head Over Heels” foi regravada e/ou teve sua melodia reutilizada pelos seguintes artistas:
- Chuck E. Cheese's executou uma paródia da canção conhecida como “I Need a New Wheel”.
- A banda americana de rock cristão Kids in the Way regravou a canção, que está no álbum Apparitions of Melody, de 2005.
- O cantor americano de folk experimental Sam Amidon regravou a canção, que está no álbum But This Chicken Proved False Hearted, de 2007
- A banda americana de pop punk New Found Glory regravou a canção, que está no seu álbum de covers de músicas retiradas de filmes, From the Screen to Your Stereo Part II.
- A banda americana de rock Relient K fez um cover da canção numa turnê de 2007 como uma introdução para a música “In Love With the 80s”, que menciona a banda no verso “and my favorite band will always be Tears for Fears".
- A cantora americana de música pop Katy Perry fez um cover da canção no final de outubro de 2008.
- Johnny Goudie e Joseph King fizeram um cover da canção em seu show, e Goudie também tocou uma versão acústica solo.
- Slow Moving Millie fez um cover da canção, presente no álbum Renditions.
- A banda australiana Rogue Traders utilizou trechos da melodia da canção em seu single de 2006, “In Love Again".
- Kimbra executou um mashup dessa canção, combinando-a com “Two Weeks”, de Grizzly Bear.
- A canção também teve trechos da melodia utilizados por Leona Lewis, numa canção de 2012 chamada "Favourite Scar", do álbum GlassHeart.